# Haardtwald
Der Haardtwald ist ein bis 658 m ü. NHN hoher Teil des Mittelgebirges Hunsrück in Rheinland-Pfalz, Deutschland.

## Geographie
Der Haardtwald liegt im nordwestlichen Hunsrück eingerahmt zwischen der Mosel im Norden, der Bundesstraße 50 im Osten und der Dhron im Süden und Westen.
Der Höhenzug ist ein geschlossenes Waldgebiet auf einem in sich in Ost-West-Richtung 15 km und in Nord-Süd-Richtung 6 km erstreckenden Quarzitrücken und hat eine Fläche von ca. 7.300 ha. Die höchste Erhebung ist der 658 Meter hohe Haardtkopf im Ostende des Waldgebietes.

## Geologie
Der Höhenrücken besteht im Wesentlichen aus Quarzit, die Böden sind lehmig-sandiges Verwitterungsgestein.

## Berge
Zu den Bergen und Erhebungen des Haardtwalds gehören – sortiert nach Höhe in Meter (m) über Normalhöhennull (NHN):
- Haardtkopf (658 m) – mit Sender Haardtkopf
- Ranzenkopf (637 m)
- Höh (581 m)
- Barbelley-Felsen (435 m)
- Hahnenkopf (420 m)

## Ortschaften
Ortschaften, die den Haardtwald einrahmen:
- Morbach
- Gonzerath
- Monzelfeld
- Veldenz
- Burgen
- Wintrich
- Piesport
- Neumagen-Dhron
- Horath
- Trittenheim
- Heidenburg
- Gräfendhron